# ناحیه الین، شهرستان میامی، ایندیانا
شهرستان الین، بخش میامی، ایندیانا (به انگلیسی: Allen Township, Miami County, Indiana) یک منطقهٔ مسکونی در ایالات متحده آمریکا است که در ایندیانا واقع شده‌است.

## خصوصیات
شهرستان الین ۶۹۵ نفر جمعیت دارد و ۲۵۵ متر بالاتر از سطح دریا واقع شده‌است.